# Икономическа социология
Икономическата социология изучава социалните ефекти и социалните причини за различни икономически явления. Полето може да бъде най-общо разделено на класически и съвременен период. Класическият период се занимава специфично с модерността и нейните определящи аспекти (рационализация, секуларизация, урбанизация, социална стратификация и прочее).
Съвременният период на икономическата социология, също известен като нова икономическа социология се консолидира през 1985 в работата на Марк Грановетер, озаглавена „Икономическо действие и социална структура: проблем за вложеността“. Тази работа изработва концепцията за вложеността (embeddedness), според която икономическите отношения между индивидите или фирмите заемат място в съществуващи социални отношения (и по тази причина са структурирани от тези отношения, както и по-големите социални структури, от които тези отношения са част).